# Osvaldo Armanni
Osvaldo Armanni (Perugia, 3 agosto 1855 – Roma, 3 gennaio 1929) è stato un architetto italiano.

## Biografia
Allievo di Guglielmo Calderini presso l'Accademia di belle arti di Perugia, si laureò in architettura a Roma. Fu docente di disegno presso il Regio istituto tecnico "Leonardo da Vinci" di Roma, poi, dal 1907 al 1923, di ornato e disegno architettonico presso l'Università di Roma, dove ebbe tra i suoi allievi Vincenzo Fasolo, che gli succederà nella cattedra.

## Opere
Tra le opere si menzionano: lo studio per la ricomposizione del tempio di Vulcano a Ostia, progetto per la facciata in neogotico del duomo di Arezzo, completamento in stile quattrocentesco della Porta urbica di San Pietro a Perugia, progetto per il restauro in forme palladiane del Teatro Olimpico di Vicenza, progetto per il Concorso per il monumento a Vittorio Emanuele II, concorso nazionale per il Tempio israelitico di Roma con l'ingegnere Vincenzo Costa (1889-1904), oratorio israelitico in via Balbo a Roma, edificio scolastico a Umbertide (Perugia), orfanotrofio Truzzi a Genzano di Roma, la sede della Camera di Commercio di Foligno, palazzi postelegrafici a Perugia, Mantova, Reggio Calabria, in collaborazione con Vincenzo Costa (1913-1917), Convitto nazionale "Principe di Napoli" in Assisi (1927).